# Wahn
Wahn is een kevergeslacht uit de familie van de boktorren (Cerambycidae). De wetenschappelijke naam van het geslacht werd voor het eerst geldig gepubliceerd in 1940 door McKeown.

## Soorten
Wahn is monotypisch en omvat slechts de volgende soort:
- Wahn zonulitis McKeown, 1940